# Sydney Evans
Sidney Clifton Horace "Sid" Evans (Aldermaston, West Berkshire, 1881 – Reading, 8 de gener de 1927) va ser un boxejador anglès que va competir a primers del segle xx.
El 1908 va prendre part en els Jocs Olímpics de Londres, on guanyà la medalla de plata de la categoria del pes pesant del programa de boxa, en perdre per Ko la final contra Albert Oldman.